# Едина Галовиц
Едина Галовиц (на румънски: Edina Gallovits) е професионална тенисистка от Румъния. Нейните родители са спортни треньори, което благоприятства житейския избор на Едина Галовиц към професионалния тенис.
Тя започва своята професионална кариера с участия в турнири от календара на Международната тенис федерация (ITF). През 2000 г. печели и своята първа титла на сингъл от ITF-турнир. Един от най-значимите успехи на Едина Галовиц в юношеския тенис е финала на престижната надпревара „Ориндж Боул“, който тя губи от руската си връстничка Вера Звонарьова.
През 2002 г., Едина Галовиц участва за първи път в квалификационен цикъл за турнир, който е част от календара на Женската тенис асоциация (WTA). Това се случва по време на силния международен турнир в Мароко, който се оказва и дебют за румънската тенисистка в турнирите от WTA. През 2003 г. Едина Галовиц дебютира и на сцената на турнирите от Големия шлем, успешно преминавайки ситото на квалификациите за „Ролан Гарос“.
В професионалната си кариера, румънската тенисистка има спечелени 17 шампионски титли на сингъл от календара на ITF. В мачовете на двойки, Едина Галовиц регистрира две спечелени титли. Първата си титла, тя завоюва на 15.02.2010, в колумбийската столица Богота, където си партнира с аржентинката Жисела Дулко, а втората на 13.09.2010 г., когато в китайския град Гуанджоу печели с помощта на Саня Мирза.
Своето най-добро класиране в ранглистата на световния женси тенис, Едина Галовиц регистрира на 28.04.2008 г., когато заема 54-та позиция.